# Anand
Anand (en guyaratí: આણંદ ) es una ciudad de la India capital del distrito de Anand, en el estado de Guyarat.

## Geografía
Se encuentra a una altitud de 40 m s. n. m. a 93 km de la capital estatal, Gandhinagar, en la zona horaria UTC +5:30.

## Demografía
Según estimación 2010 contaba con una población de 147 530 habitantes.